# Mihai Curagău
Mihai Curagău (n. 15 august 1943, Bălănești, raionul Nisporeni, Republica Moldova – d. 24 decembrie 2016) a fost un actor de teatru și film din Republica Moldova.

## Biografie
Mihai Curagău s-a născut la data de 15 august 1943, în satul Bălănești din raionul Nisporeni. A urmat studii de actorie de teatru și film la Institutul de Arte „Gavriil Musicescu” din Chișinău (1960-1964).
După absolvirea facultății, a fost angajat ca actor la Teatrul muzical-dramatic „A.S. Pușkin” (azi – Teatrul Național "Mihai Eminescu") din Chișinău unde joacă, îndeosebi, roluri de comedie. Printre rolurile interpretate pe scena acestui teatru, pot fi numite: Moș Bodrângă din Amintiri de Valeriu Cupcea, după Ion Creangă, Toader din Președintele de Dumitru Matcovschi, Verde-împărat din Buzduganul fermecat de L. Deleanu, Balzaminov din Cine caută găsește de A. Ostrovski, Kalosin și Homutov din Anecdote provinciale de A.Vampilov, Bobcinski din "Revizorul" de Nikolai Gogol, Conu din Fumuarul de Nicolae Esinencu, Coarnă din Mult zgomot pentru nimic de William Shakespeare, Jupân Dumitrache din O noapte furtunoasă de I.L. Caragiale ș.a.
În anul 1993 se transferă ca actor la Teatrul „Satiricus” din Chișinău. Printre rolurile interpretate în teatru de Curagău menționăm următoarele: Precupețul din Ce e viața omului? de Arcadii Arkanov, Polibiu din Hercule de Friedrich Dürrenmatt, Despot, Boierul Vulpe, Sfetnicul Veveriță în Moțoc (colaj după operele lui Grigore Ureche, Bogdan Petriceicu Hașdeu, Costache Negruzzi și Vasile Alecsandri), Slabul din Beethoven cânta din pistol de Mircea M.Ionesco, Sălbaticul I din Care-s sălbaticii? de Iulian Filip, Jean-Baptiste Poguelin de Molière, Argan, Tartuffe din Moliere de Mihail Bulgakov, Berlioz din Maestrul și Margarita de Mihail Bulgakov, Zaharia Trahanache în O scrisoare pierdută de Ion Luca Caragiale, Mache Răzăchescu în D'ale carnavalului de I.L. Caragiale, Jupân Dumitrache Titircă în O noapte furtunoasă de I.L.Caragiale etc.
A debutat ca actor de film în anul 1967 la studioul cinematografic „Moldova-film” în filmul lui Gheorghe Vodă Se caută un paznic, interpretând rolul Michiduță. A colaborat ulterior și cu alți regizori de prestigiu din Republica Moldova: Emil Loteanu, Vasile Pascaru și Tudor Tătaru. Unul dintre rolurile cele mai cunoscute este Ion din filmul Polobocul (1991).
În noiembrie 2003, a fost tipărită cartea Argint viu pe scândura scenei (Ed. Universitas, Chișinău, 2003) dedicată actorului de teatru și film Mihail Curagău, autorii articolelor fiind critici, regizori, teatrologi, filmologi și colegi de bresla. În carte sunt numeroase imagini din spectacole si filme, cât și fotografii din albumul familiei.
Mihai Curagău a primit Premiul pentru cel mai bun rol masculin de planul II (Mache Răzăchescu din D'ale carnavalului de I.L.Caragiale) în cadrul Galei Premiilor UNITEM 2004. De asemenea, i s-a decernat și titlul de Artist al poporului.

## Filmografie
- Se caută un paznic (1967) - Michiduță
- Povârnișul (1970) - Toderică
- Lăutarii (1971) - Anafură
- Bărbații încărunțesc de tineri (1974) - Dănuț Curmei
- Între cer și pământ (1975) - șeful clubului
- Povestea lui Făt-Frumos (1977) - primul drac
- Nuntă la palat (1979) - Costăchel
- Șoseaua (s/m, 1981) - omul cu toba
- Călătorie de nuntă (1982) - socrul cel mare
- Un autobuz în ploaie (1986) - Vasile
- Tălpile verzi (s/m, 1987) - Dionis
- Meșterul Manole ("Telefilm-Chișinău", 1990) - meșter
- Strada felinarelor stinse (1990) - agent
- Codrii (serial, 1991) - contabil
- Polobocul (s/m, 1991) - Ion
- Văleu, văleu, nu turna! ("Telefilm-Chișinău", 1991) - membru al comisiei
- Dănilă Prepeleac (1996) - Michiduță
- Plictis și inspirație (2007) ș.a.